# Charles Percier
Charles Percier (París, 22 de agosto de 1764-París, 5 de septiembre de 1838) fue un arquitecto francés.

## Biografía
Nacido el 22 de agosto de 1764 en París, colaboró con su colega Pierre François Léonard Fontaine a partir de 1794, trabajando con él en el desarrollo estilístico que culminó con el llamado Estilo Imperio.
Intervino en la construcción de estructuras de prestigio como el Museo del Louvre, el Palacio de las Tullerías y el Arco de Triunfo del Carrusel. Falleció el 5 de septiembre de 1838 en su ciudad natal.